# Ỽ
Ỽ (gemenform: ỽ) är en bokstav som användes i medeltida walesiska och motsvarar u, v och w i modern walesiska. Bokstaven används inte i något modernt språk.